# Franz Olshausen
Ferdinand Walter Franz Olshausen (* 25. Juni 1872 in Offenbach am Main; † 8. Februar 1962 in Lugano) war ein deutscher Diplomat.

## Leben
Franz Olshausen wurde 1895 mit dem Thema Zur Lehre vom örtlichen Recht beim Besitze beweglicher Sachen zum Dr. jur. promoviert. Anfang des 20. Jahrhunderts heiratete er Käthe Olshausen-Schönberger. Ihr Sohn war der Biochemiker Joern Olshausen (* 1903; † 1988 in San Diego).
Vor dem Ersten Weltkrieg war Olshausen in der Gesandtschaft des Deutschen Reichs auf Fernando Póo beschäftigt. 1907 wohnte er als Legationsrat in der Kulbacher Str. 7 in Berlin und war Mitglied der Berliner Gesellschaft für Anthropologie, Ethnologie und Urgeschichte.
Von 1902 bis 1912 war er an den Deutschen Botschaften in Argentinien, Paraguay und Brasilien akkreditiert und bereiste den Amazonas. Am 26. November 1909 unterzeichneten der Außenminister von Paraguay, Manuel Gondra, und Franz Olshausen für Wilhelm II. ein Auslieferungsabkommen.
Anfang Dezember 1922 bestellte Ernestas Galvanauskas den Vertreter des Deutschen Reichs in Kaunas, Franz Olshausen, ein und unterrichtete ihn über die wachsende Ungeduld seiner Regierung in Litauen mit der Entente, welche im Friedensvertrag von Versailles, das Memelgebiet als Völkerbundmandat unter französischer Verwaltung gestellt hatten und die Absicht, Memel durch Litauen besetzen zu lassen. Er ging davon aus, dass sich die Regierung des Deutschen Reichs der Besetzung von Memel nicht in den Weg stellen würde, da sie nicht gegen das Deutsche Reich gerichtet sei, und dass die Regierung des Deutschen Reichs die ortsansässige deutsche und jüdische Mehrheit dazu bewegt, keinen Widerstand zu leisten. Olshausen nahm die Vorstellungen der litauischen Regierung zur Kenntnis und erhielt am nächsten Tag Anweisungen aus Berlin. Er sagte zu, die Deutschen in Memel zurückzuhalten.
1926, 1927 war Olshausen in Belgrad an der Gesandtschaft des Deutschen Reichs akkreditiert. Er schrieb die Ursache des Aufstandes 1926 in Dukagjini in Nordalbanien dem Einfluss von Jugoslawien zu.